# Chorisoneura barbadensis
Chorisoneura barbadensis es una especie de cucaracha del género Chorisoneura, familia Ectobiidae. Fue descrita científicamente por Rehn & Hebard en 1927.
Habita en Barbados y Granada.